# 雍州府志

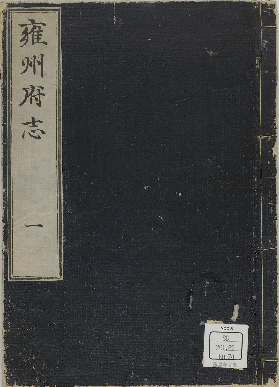
雍州府志の巻一

『雍州府志』（ようしゅうふし）は、山城国（現京都府南部）に関する初の総合的・体系的な地誌。全10巻。歴史家の黒川道祐によって天和2年（1682年）から貞享3年（1686年）に記された。

## 内容
黒川道祐は安芸国出身の医者であるが、京都で儒学者林羅山に学んで歴史家となった。山城国を中国の雍州になぞらえ、地理、沿革、風俗行事、神社、寺院、特産物、古蹟、陵墓などの章に分けて、山城国に所在する8郡それぞれを漢文で記述している。記述は道祐の現地調査に基づいており、中国の地誌『大明一統志』を模している。

## 関連文献
- 黒川道祐『雍州府志　近世京都案内』岩波文庫（上）、2002年 - 校訂者の宗政五十緒が上巻刊行まもなく没し、下巻は未刊。
- 立川美彦『訓読雍州府志』臨川書店、1997年
- 立川美彦・国文学研究資料館『京都学の古典「雍州府志」』平凡社、1996年
- 野間光辰『雍州府志』臨川書店、1994年